# ريتشارد إمبسون
السير ريتشارد إمبسون (المتوفي في 17 أغسطس 1510)، وزير الملك هنري السابع ملك إنجلترا، وابن بيتر إمبسون أحد الشخصيات المرموقة في توشستر.
عمل إمبسون محاميًا ولمع في تلك المهنة، فاختير عضوًا في البرلمان عن نورثهامبتونشير، ثم أصبح المتحدث باسم مجلس العموم.
اعتمد هنري السابع في بداية عهده على إمبسون وإدموند دادلي في تنفيذ أوامر الملك الصارم والتعسفية لجمع الضرائب، ونتيجة لذلك أصبح لا يحظى بشعبية كبيرة. منح إمبسون لقب فارس عند تنصيب الأمير هنري أميرًا على ويلز في 18 فبراير 1504، ثم أصبح المسئول المالي عن جامعة كامبريدج، ومستشار دوق لانشستر، إلا أن حياته المهنية انتهت بوفاة الملك هنري السابع.
بأمر الملك الجديد، ألقي إمبسون في السجن بتهمة الخيانة مع شريكه إدموند دادلي، وأدين في نورثهامبتون في أكتوبر 1509، ومن ثم أعدم في 17 أو 18 أغسطس 1510.